# Ivan Kolecek
Ivan Kolecek, né le 9 mars 1943 à Ostrava (République tchèque), est un architecte et ingénieur établi à Lausanne en Suisse.

## Biographie
Ivan Kolecek obtient en 1966 son diplôme d'ingénieur-architecte à l'école polytechnique de Brno (République tchèque). Venu en Suisse, il est d'abord collaborateur du bureau lausannois Musy et Vallotton. Membre depuis 1990 de la Société suisse des ingénieurs et architectes, il enseigne en 1991 à l'école polytechnique de Brno puis dirige en 1993 un diplôme post-grade à l'École polytechnique fédérale de Lausanne. 
Dans ses interventions architecturales sur des édifices historiques, Kolecek se signale par un grand respect envers le passé, tout en se permettant des apports contemporains.
Ainsi, son intervention sur le Palais de Justice de Montbenon, à Lausanne, est-elle  significative. Cette modernisation, et même réorganisation en vue d'un fonctionnement plus efficace, ne défigure nullement le monument historique.
De même, dans sa restauration de l'abbaye de Bonmont (1985-1989), il souligne la dépouillement ascétique de cette architecture cistercienne; ses interventions y restent discrètes et sont basées sur une analyse architecturale poussée.
Toujours dans le domaine des monuments historiques, Kolecek intervient habilement dans la modernisation de la salle de lecture de la bibliothèque cantonale vaudoise, au Palais de Rumine, profitant de la hauteur considérable des verrières pour introduire des plateformes et passerelles latérales facilitant la circulation (plusieurs étapes, dès 1991).
A Nyon, il transforme l'ancienne usine à gaz en salle de spectacles (1992-1995).
A Payerne, il contribue à la restauration de l'abbatiale, chef d’œuvre de l'art roman du XIe siècle (2014-2016).
Dans le domaine des constructions à neuf, il réalise le bâtiment communal à Lully (1989-1992), la prison de la Tuilière à Lonay (1989-1992, avec Fonso Boschetti),.

## Publications
- « Soumission ou imposition », ‘’Habitation : logement, architecture, urbanisme, aménagement du territoire’’, 1991, Vol. 64.
- (avec Pierre Frey, éd.), Concours d'architecture et d'urbanisme en Suisse romande , histoire et actualité, Lausanne 1995.
- «Immeuble de logements et commerces rue Neuve 6 - Pré du Marché 5 : Lausanne», In: Construire aujourd'hui. - Renens - Vol. 6 (2007).